# هينا جيلاني
هينا جيلاني (بالأردو: حنا جيلاني) (مواليد 1953) هي محامية في المحكمة العليا الباكستانية، وناشطة في مجال حقوق الإنسان في لاهور التابعة لإقليم البنجاب الباكستاني. هينا جيلاني معروفة دوليًا لخبرتها في التحقيقات الحرجة في مجال حقوق الإنسان، حيث هينا شاركت في عام 2004 في لجنة التحقيق الدولية الخاصة بدارفور، كما شاركت في بعثة الأمم المتحدة لتقصي الحقائق في حرب غزة. بدأت في ممارسة القانون عام 1979. في العام 1980، أسست مع أختها أول منظمة نسائية بالكامل لتقديم النصيحة القانونية في لاهور.